# Theodor von Neuhoff

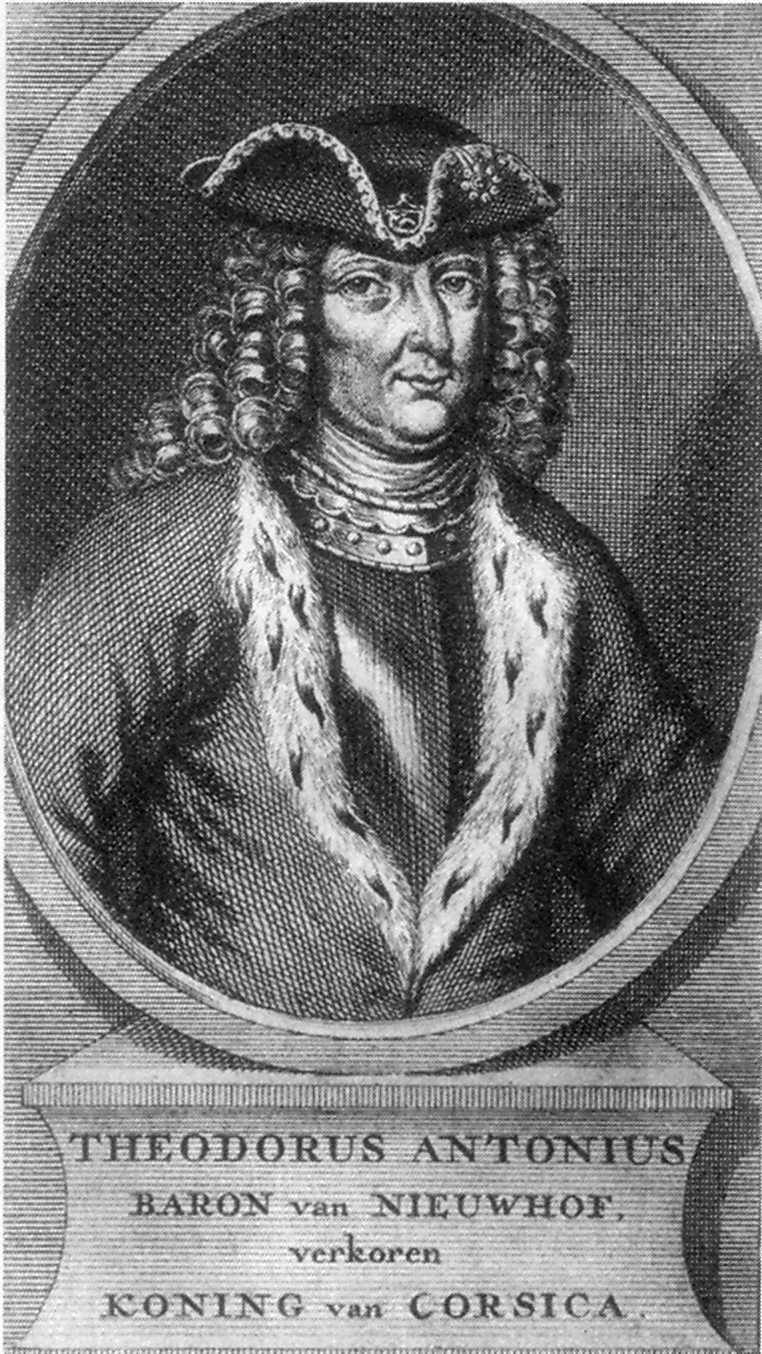
Theodor von Neuhoff (Kupferstich aus der Biographie von Andries van Buysen, 1737)

Freiherr Theodor Stephan von Neuhoff (* 25. August 1694 in Köln; † 11. Dezember 1756 in London) war ein deutscher politischer Abenteurer, dem es Mitte des 18. Jahrhunderts gelang, sich vorübergehend an die Spitze der korsischen Unabhängigkeitsbewegung gegen Genua zu stellen. Er ging als erster und einziger frei gewählter König von Korsika (Theodor I.) in die Geschichte ein.

## Leben

### Familie
Theodor von Neuhoff wurde 1694 als Sohn des Offiziers Leopold von Neuhoff, der bereits 1695 verstarb, und dessen Frau Amélie geboren. Die im westfälischen Raum als Politiker und Militärs sehr bekannte Familie Neuhoff, die schon im 18. Jahrhundert im Mannesstamm erlosch, stellte zum Beispiel im 17. und 18. Jahrhundert die Drosten des Amtes Altena in der Grafschaft Mark (heute Märkischer Kreis), die damals Teil von Kurbrandenburg war. Leopold von Neuhoff war Offizier in der Garde des Bischofs von Münster, wechselte aber nach seiner Heirat in französische Dienste und kommandierte eines der Forts der Festung Metz. Die Mutter Amélie war die Tochter eines Armeelieferanten aus Visé im Stift Lüttich, in den Augen von Neuhoffs Verwandten eine bürgerliche Mesalliance.
Zu seiner näheren Verwandtschaft gehörten zudem sein Onkel Franz Bernhard Johann von Neuhoff (1664–1747) auf der heute abgetragenen Burg Pungelscheid (danach benannt der heutige Stadtteil von Werdohl), der als Schlosskommandant, kurbrandenburgischer Regierungsrat und Drost in Altena und Iserlohn wirkte, sowie Johann Heinrich von Neuhoff, der Schlosshauptmann in Siegen und siegen-nassauischer Gesandter in Preußen war. Der Stammsitz von Theodors Linie war die Burg Pungelscheid, der der gesamten Familie das heute noch bewohnte Schloss Neuenhof im Elspetal bei Lüdenscheid.
Theodors Schwester Elisabeth heiratete den Grafen von Trévoux, den Neffen des Beichtvaters des Herzogs von Orléans, der aber als Oberst 1719 fiel. Sie hatten einen Sohn, Friedrich, der seinem Onkel später nach Korsika folgte und den Namen Neuhoff annahm, und eine Tochter, die einen Marquis von Noyer heiratete. Die verwitwete Mutter heiratete nach ihrer Zeit am Hof der Herzogin von Orléans einen Bürgerlichen, den Steuerpächter Marneau (auf die Nachfrage der erstaunten Herzogin antwortete sie nur, dass sie vom Adelsstolz genug habe).
Theodor von Neuhoff heiratete in Spanien Lady Mary Sarsfield, eine Hofdame der spanischen Königin und Tochter von Patrick Sarsfield, 1. Earl of Lucan, der nach der Belagerung von Limerick (1690/1691) mit vielen Iren ins Exil nach Frankreich ging („Flucht der Wildgänse“) und 1693 als französischer Generalmajor bei Landen fiel. Die Ehe war unglücklich und Theodor setzte sich 1720 mit den Juwelen seiner schwangeren Frau aus Madrid nach Paris ab. Seine Frau folgte ihm, starb aber noch im gleichen Jahr, und auch die Tochter scheint früh gestorben zu sein.
Es gab auch einen angeblichen Sohn, der in London als Colonel Frederick als exzentrische Gestalt in den Caféhäusern bekannt war. Zeitweise war er Agent des Herzogs von Württemberg, für den er Soldaten an die Engländer verkaufen sollte. Er schrieb die sachkundigen Mémoires pour servir à l’histoire de Corse (1768) bzw. Description of Corsica (London 1768) und erschoss sich völlig verschuldet 1797 in Westminster Abbey, hatte aber mit seiner deutschen Frau Nachkommen in England.

### Ausbildung und frühe Jahre
Nach dem Tod seines Vaters schickte ihn seine Mutter zu seinen Verwandten nach Westfalen. Er ging auf die Jesuitenkollegien von Münster und Köln. In Köln hatte er Verwandte (ein Vetter Baron Droste, Großkomtur des Deutschen Ordens), sie sollen einen Hof in der heutigen Kettengasse gehabt haben. Nach einem zweifelhaften Pamphlet von 1736 kam es hier zu einem Duell aus Eifersucht zwischen ihm und einem spanischen Grafensohn, bei dem letzterer getötet wurde und Theodor fliehen musste.

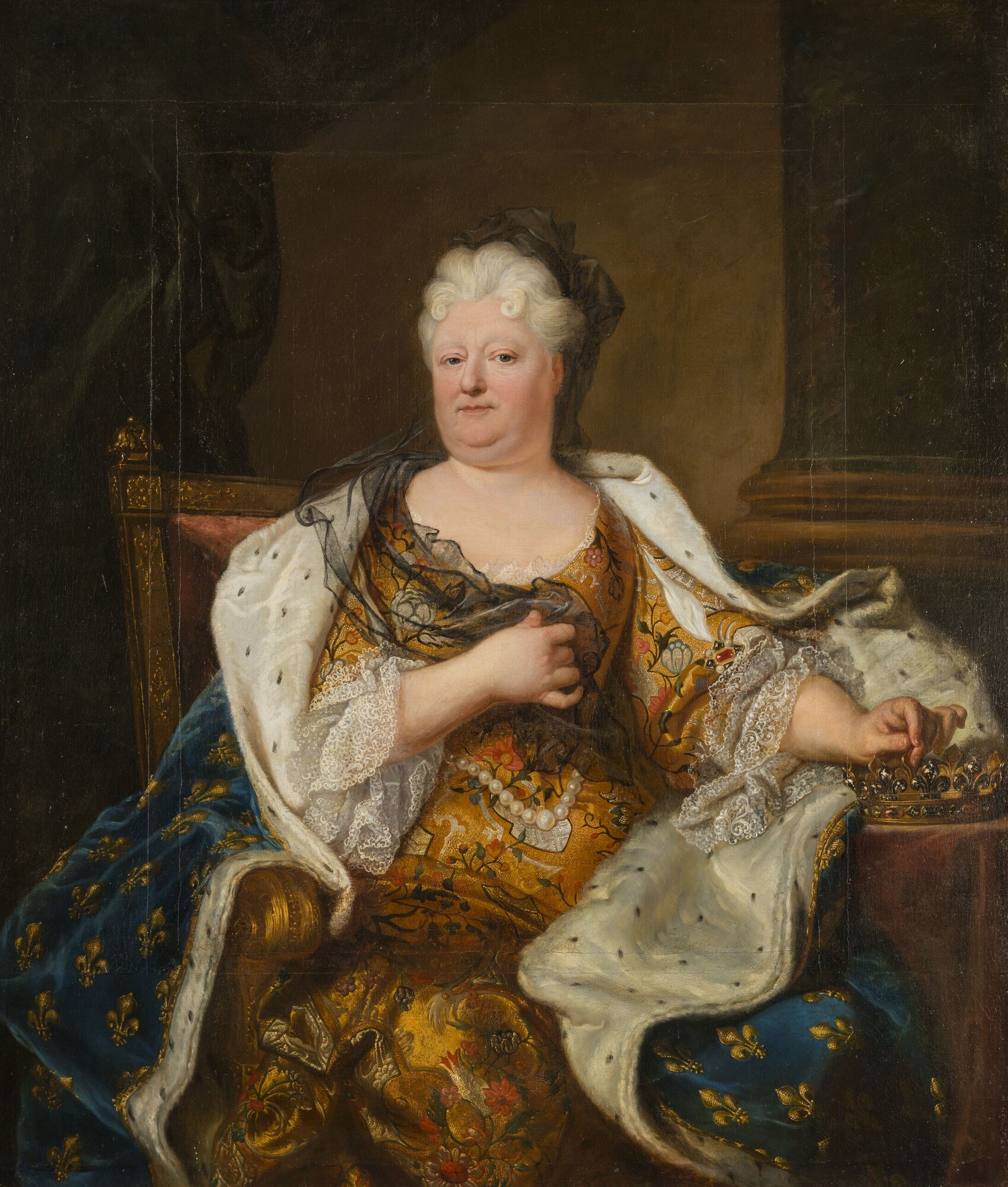
Liselotte von der Pfalz (Gemälde von Hyacinthe Rigaud)

1709 war er Page bei Liselotte von der Pfalz, der Herzogin von Orléans und Mutter des späteren Regenten, in Paris und Versailles. Seine Mutter hielt sich dort ebenfalls auf – als Geliebte des Grafen von Mortagne. Am leichtlebigen Hof des Herzogs von Orléans freundete sich Theodor mit dem Marquis von Courcillon an und diente einige Zeit in dessen Regiment. Wegen seiner Schulden hielt es Liselotte von der Pfalz aber für ratsam, ihn eine Weile aus Paris zu entfernen, und empfahl ihn an den Kurfürsten Max II. Emanuel von Bayern. 1714 trat von Neuhoff als Rittmeister in die kurbayerische Armee ein. Er kam auch nach München an den Hof der Kurfürstin und nahm seinen verschwenderischen Lebensstil wieder auf. Wie in Paris verlor er hohe Beträge im Glücksspiel und machte Schulden. Laut kurbayrischem Militärarchiv entwich er in München 1716 dem Arrest, wurde aber 1717/18 in der Festung Kehl inhaftiert. Auch Liselotte von der Pfalz wandte sich von ihm ab, als sie eines Tages Besuch von Theodors Gläubigern erhielt, die er an sie verwiesen hatte.

### Leben als Agent
In Paris lernte Theodor von Neuhoff den holsteinischen Minister Freiherr Georg Heinrich von Görtz (1668–1719) kennen. Jener genoss das volle Vertrauen des schwedischen Königs Karl XII. und war als dessen inoffizieller Außenminister stets dabei, neue Intrigen zu spinnen, um den schwer bedrängten Schweden im Nordischen Krieg Freiräume zu verschaffen. 1716 versuchte von Görtz mit Unterstützung von Spanien eine jakobitische Verschwörung in England anzuzetteln. Neuhoff wurde von Görtz in Den Haag und Paris als Sekretär und Kurier eingesetzt, unter anderem zum Hof der Mutter des schottisch-englischen Thron-Prätendenten James Francis Edward Stuart in St. Germain. Der Prätendent selbst musste 1717 Frankreich endgültig verlassen (er war schon 1716 aus St. Germain ausgewiesen worden und hielt sich noch in Avignon auf, das dem Papst gehörte), da der Regent und sein Minister Dubois mit England Frieden geschlossen hatten. Die schwedische Diplomatenpost wurde in London mitgelesen, und man ließ dort im Februar 1717 die ganze Verschwörung mit einem großen Knall auffliegen. Der schwedische Botschafter in London, Carl Gyllenborg, wurde verhaftet und ebenso Görtz in Holland, beide kamen aber im selben Jahr durch diplomatischen Druck der Schweden wieder frei. Kurz vor seinem Sturz nach dem Tod Karls XII. im Dezember 1718 schickte Görtz Theodor noch zu Verhandlungen nach Spanien, wo der ähnlich umtriebige Kardinal Giulio Alberoni (1664–1725) als allmächtiger Minister von Philipp V. und dessen Gemahlin Elisabetta Farnese wirkte.

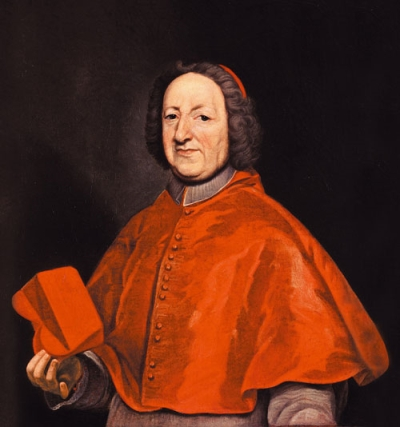
Kardinal Alberoni (Porträt von Giovanni Maria Delle Piane)

Theodor errang sein Vertrauen und wurde von ihm unter anderem in einer von diesem angezettelten Verschwörung des französischen Hochadels (Herzogin von Maine) zum Sturz des Regenten („Verschwörung von Cellamare“) eingesetzt. Sie flog ebenso auf wie die von Görtz gegen England und führte zum Krieg der Quadrupelallianz gegen Spanien. Alberoni wurde 1719 gestürzt und ging nach Rom. Theodor wurde auch von dessen Nachfolger, dem holländischen Abenteurer Riperda (1680–1737) verwendet, setzte sich dann aber 1720 nach Paris ab, gerade rechtzeitig, um in John Laws „Mississippi-Spekulation“ kurzfristig zu Reichtum zu gelangen. Nachdem diese Blase geplatzt war, floh er vor seinen Gläubigern weiter nach London. In den folgenden Jahren führte er ein unstetes Wanderleben, konnte aber das Vertrauen der Minister in Wien gewinnen, die ihn 1732 als Agenten in Florenz einsetzten. Hier kam er zum ersten Mal mit der korsischen Unabhängigkeitsbewegung gegen Genua in Berührung. Der Kaiser unterstützte gerade halbherzig die Genuesen in der Unterwerfung der Insel mit Truppen, und die Führer der Korsen waren von den Genuesen unter Bruch der Zusage eines freien Geleits verhaftet und nach Genua verschleppt worden. Theodor gelang es, durch seine Berichte nach Wien deren Freilassung zu erreichen, was sein Ansehen bei den Exil-Korsen in der Toskana derart anhob, dass sie ihm den Königstitel anboten, falls er genügend Unterstützung organisieren könnte.

### Die korsischen Befreiungskämpfe und die Zeit als TheodorI.

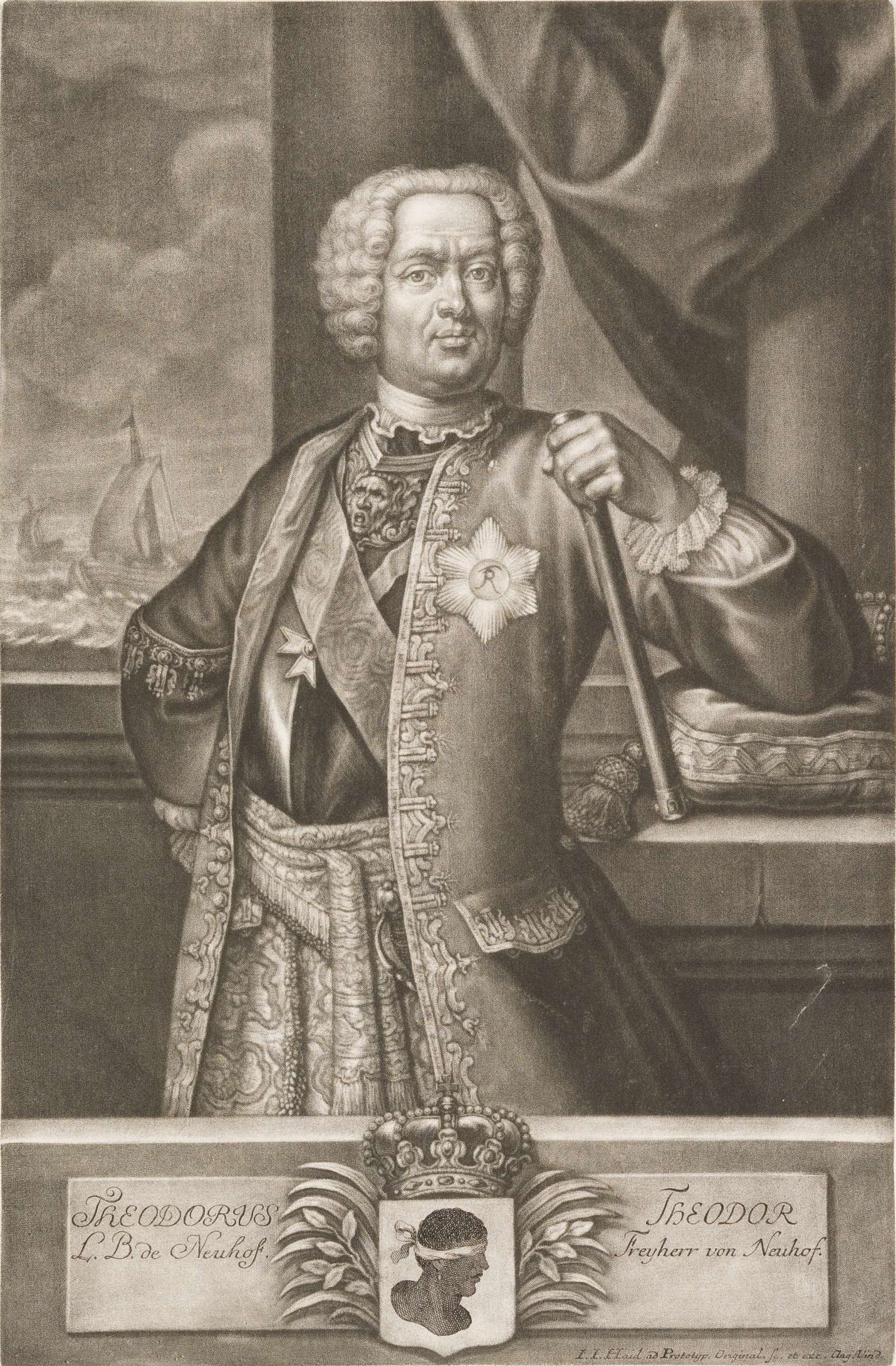
Theodor von Neuhoff (Mezzotinto von Johann Jacob Haid um 1740)

In den folgenden Jahren reiste er quer durch Europa und ums Mittelmeer, um seine Zusagen zu erfüllen. Beim Bey von Tunis konnte er schließlich ein britisches Schiff ausrüsten, das ihn mit reichlich Waffen und Geld nach Korsika übersetzte. Am 12. März 1736 landete er in Aléria im Osten der Insel, phantastisch ausstaffiert in einer halb-orientalischen Uniform.
Am 15. April 1736 wurde er von einem Konvent der korsischen Bevölkerung im Kloster Alesani zu König Theodor I. von Korsika gewählt. Theodor I. erließ eine Verfassung: Er selbst war erblicher König, aber in der Regierung auf die Zustimmung von 24 frei gewählten Korsen angewiesen. Er residierte im ehemaligen Bischofspalais in Cervione.
Um seine Macht zu sichern, baute Theodor I. die Infrastruktur aus, ließ Münzen prägen (schon damals begehrte Sammlerstücke), sorgte für eine regelmäßige Besoldung und gründete einen neuen Ritterorden „De la Liberazione“, der auch Ausländern offenstand. Außerdem erließ er Proklamationen an die Herrscher Europas und lud seine vielen Verwandten in Westfalen ein, ihn auf der Insel zu unterstützen. Er gab die von den Genuesen beschlagnahmten Güter zurück, besetzte den obersten Klerus wieder mit Korsen und erlaubte vorher verbotene Tätigkeiten wie Salzgewinnung und Korallensammeln. Die Genuesen drängte er auf ihre befestigten Küstenstädte zurück und ließ sie dort durch seine Generäle belagern.
Die Korsen waren schnell untereinander zerstritten, da bei ihnen die Familienehre absoluten Vorrang hatte. So brach Hyacinth Paoli – der Vater des späteren Freiheitshelden der Korsen Pascal Paoli – die Belagerung von Bastia einfach ab, weil sein Vater gestorben war, und Theodor machte auch unliebsame Bekanntschaft mit der Vendetta, als er einen seiner Generäle erschießen ließ, der ihn an die Genuesen verraten wollte und ihnen das schon eroberte Porto-Vecchio wieder ausgeliefert hatte. Sein fähigster General Fabiani wurde daraufhin aus dem Hinterhalt erschossen, und auch sein Leben war ständig bedroht. Deshalb beschloss Theodor, sein Wirkungsfeld wieder auf den Kontinent zu verlagern, und verließ am 11. November 1736 die Insel, um neue Unterstützer zu gewinnen. Da die Genuesen ein Kopfgeld auf ihn ausgesetzt hatten und überall seine Verhaftung verlangten, musste er sich mit äußerster Vorsicht bewegen. In Rom und Paris wurden Mordanschläge auf ihn verübt. Auch setzte man in Genua eine Propagandakampagne gegen ihn in Gang, so dass die überlieferten Nachrichten aus seiner Vergangenheit mit Vorsicht zu betrachten sind.
1737 konnte er Kaufleute in Amsterdam dazu gewinnen, ihn aus dem Schuldgefängnis freizukaufen und mit Mitteln für eine neue Expedition ausstatteten (Waffen gegen Landesprodukte wie Olivenöl). Als er sich Korsika zur See näherte, bekam er allerdings kalte Füße und ließ seine Kapitäne ihre Fracht allein entladen (einer von ihnen fiel den Genuesen in die Hände und wurde gehängt). Auch bei einem weiteren Versuch 1738 vermied er es lange, sein Schiff zu verlassen, und geriet in Streit mit den holländischen Kapitänen, die ihn schließlich in Neapel absetzen. Auch in Korsika war man inzwischen misstrauisch – er hatte die Hoffnungen zu oft enttäuscht. Inzwischen hatten sich auch die Franzosen eingeschaltet, die kein unabhängiges Korsika vor ihrer Küste dulden wollten. Sie landeten zur Unterstützung Genuas 1738 und unterwarfen die Insel in den folgenden beiden Jahren. Theodors Neffe Friedrich leistete bis 1740 in den Bergen Widerstand, musste sich dann aber ebenfalls General Maillebois ergeben. Eine neue Chance ergab sich für Theodor erst nach Abzug der Franzosen 1741 und mit dem Beginn des Österreichischen Erbfolgekrieges. 1743 konnte er in geheimem Einverständnis mit dem britischen Außenminister Carteret eine neue Expedition ausrichten. Die Engländer waren aber zu keinem offiziellen Eingreifen bereit, und als er den britischen Gesandten und die Regierung in Florenz zu stark bedrängte, wurde er nach Köln ausgewiesen.

### Niedergang

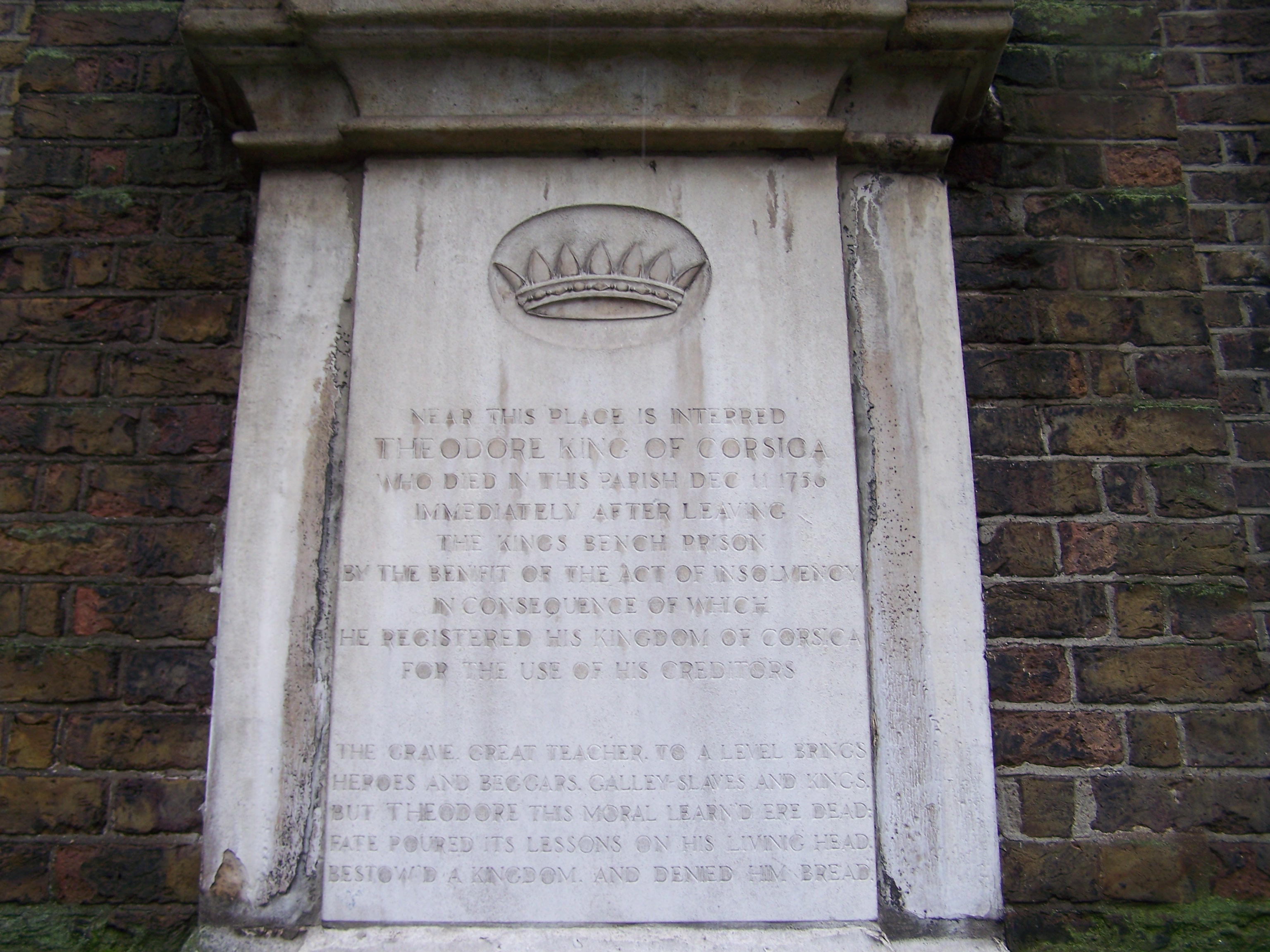
Epitaph an der St Anne’s Church, mit dem Text von Horace Walpole

Im Sommer 1748 war er wieder in den Niederlanden als Gast verschiedener hochgestellter, politisch einflussreicher Persönlichkeiten, unter anderem in der Wasserburg Huis ‘t Velde bei Zutphen als Gast von Jan Adolph Hendrik Sigmund van Dorth. Dort machte er wieder Pläne für eine Rückkehr nach Korsika. Er versuchte noch mehrmals erfolglos, seine Ansprüche durchzusetzen, und sah 1749 seine letzte Chance in London, wo er noch viele Sympathisanten hatte. Dort konnten aber die Genuesen im Dezember seine Verhaftung erreichen, indem sie Theodor unter einem Vorwand aus seiner Unterkunft lockten – man konnte nur auf offener Straße verhaftet werden – und Schuldscheine im Wert von 15.000 Pfund präsentierten. Theodor landete in Schuldhaft im King’s Bench Prison in Southwark und blieb dort bis 1755, als er aufgrund eines allgemeinen Gnadenaktes freikam.
In London war es während seiner Haft Mode, den gefallenen „König“ zu besuchen. Der Schriftsteller Horace Walpole und der Schauspieler David Garrick sammelten für ihn Geld. Aus unbekannten Gründen wurde Theodor 1756 erneut eingesperrt und kam erst Ende des Jahres frei. Drei Tage danach, am 11. Dezember, starb er. Sein Grabstein befindet sich in der Londoner Kirche St. Anne, Soho, mit einem von Walpole gedichteten Nachruf.

## Sonstiges

Flagge von Korsika

Der mit Stirnband geschmückte Mohrenkopf in der Flagge von Korsika stammt ursprünglich von den Königen von Aragon, die im 15. Jahrhundert mit Genua um Korsika stritten, wurde aber erst durch Theodor bekannt gemacht. Sein Schiff, auf dem er in Korsika als König anlangte, war damit beflaggt.
Auf Schloss Ruurlo in den Niederlanden (Provinz Gelderland) an der deutschen Grenze gibt es einen Raum, der zum Andenken an seinen Aufenthalt 1736 nach Theodor benannt ist.
1742 hielt er sich rund ein Jahr auf der Burg Röthgen auf (und versteckte sich dort), deren Besitzer, Freiherr Max von Bourscheidt, in seiner Jugend mit Neuhoff in Frankreich war.
2011 fand im Wasserschloss Neuenhof eine Ausstellung zu Theodor von Neuhoff statt.

## Rezeption in der Literatur
Die Geschichte von Theodor von Neuhoff wurde in der Folgezeit in der Literatur und der Musik verarbeitet.
In Voltaires satirischem Roman Candide ist Neuhoff einer der sechs Exkönige, mit denen Candide in Venedig soupiert. Ausgehend von dieser Episode des Romans machte ihn Giovanni Paisiello zur Hauptfigur seiner Oper Il re Teodoro in Venezia, die 1784 in Wien uraufgeführt wurde. Den Text für diese Oper schrieb sein Landsmann Giambattista Casti, der dabei vor allem die erheiternden Passagen des Lebens Neuhoffs ausarbeitete. Die Oper soll zu Goethes Lieblingsopern gehört haben, über den Librettisten äußert sich Giacomo Casanova (1725–1798) aber ebenso wenig schmeichelhaft („Er hatte alle Laster und keine Tugenden“) wie über sein Werk. Casti schrieb gegen 1792 mit Teodoro in Corsica auch ein Libretto über die Vorgeschichte, welches ursprünglich ebenfalls von Paisiello vertont werden sollte, am Ende jedoch unvertont blieb.
Georg Philipp Telemanns Konzert in F-Dur (TWV 51/F4) hat einen zweiten Satz namens „Corsicana“, der auf Theodor I. und Paisiellos Oper anspielt und das Wiener Publikum damit erheiterte.
Johann Nestroys erstes Theaterstück Prinz Friedrich von Korsika aus dem Jahr 1826 hat Theodor und seinen Neffen Friedrich als Protagonisten.
Der Shakespeare-Forscher Levin Schücking veröffentlichte 1898 in Göttingen das erzählende Gedicht Der Sommerkönig.
Johannes Tralow verarbeitete den Stoff in seinem historischen Roman König Neuhoff (1929), ebenso Peter Maria Becker Der kartesische Teufel 1989 und Michael Kleeberg Der König von Korsika 2001, um nur einige wenige Romanbearbeitungen zu nennen.
Auch Napoleon, dessen Vater Carlo Ende der 1760er Jahre für die Unabhängigkeit Korsikas gekämpft und an einer Verfassung Korsikas mitgewirkt hatte, versuchte sich literarisch an Neuhoff (Masson, Biagi ed. Manuscrits inedits 1907, S. 33 (ein imaginärer Briefwechsel mit Walpole)).